# Готический фильм

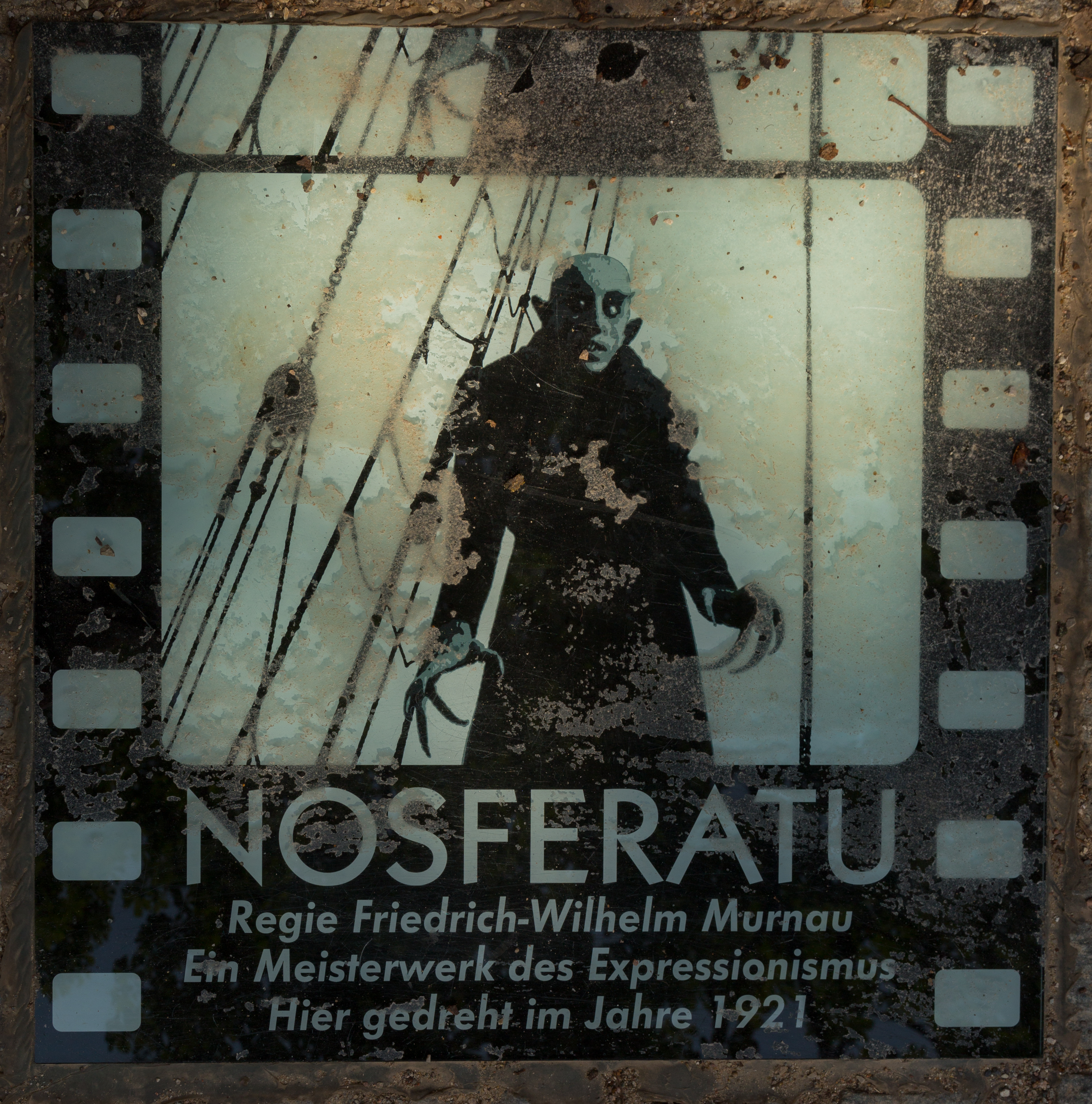
Плакат к картине «Носферату», одному из первых готических фильмов

Готический фильм — кинематографический жанр, основанный на готической литературе или использующий её характерные приёмы. Поскольку различные определённые жанры кино, включая научную фантастику, нуар, триллер и комедию, только использовали готические элементы, готический фильм трудно определить как жанр. Готические элементы также наполнили жанр фильмов ужасов, внося свой вклад в сверхъестественные и кошмарные элементы. Чтобы создать готическую атмосферу, кинематографисты стремились создать новые трюки с камерой, которые бросают вызов восприятию зрителей. Готические фильмы также отражали современные проблемы. Хайди Кей из A New Companion to The Gothic сказала, что «сильные визуальные эффекты, акцент на сексуальность и акцент на реакцию аудитории» характеризуют готические фильмы так же, как и литературные произведения. Энциклопедия готики заявила, что основой готического кино является сочетание готической литературы, сценической мелодрамы и немецкого экспрессионизма.
В The Cambridge Companion to Gothic Fiction Миша Кавка говорит, что готический фильм — это не устоявшийся жанр, а вносящий в фильмы готические образы, сюжеты, персонажей и стили. Эти элементы часто встречаются в «широкой категории ужасов». Кавка цитирует определение готики Уильямом Патриком Дэем: «[она] дразнит нас страхом, как её предметом, так и своим эффектом; однако он делает это в первую очередь не через персонажей, сюжеты или даже язык, а через зрелище». Кино соответствует готической чёткости при создании изображений, которые создают зрелище.

## История
Готические фильмы были частью раннего кино, адаптируя готику на экране, как это делали ранее сценические мелодрамы. Готические произведения, которые сильно повлияли на кино, были в XIX веке: «Франкенштейн, или Современный Прометей» Мэри Шелли, «Странная история доктора Джекила и мистера Хайда» Роберта Льюиса Стивенсона и «Дракула» Брэма Стокера. Как и большинство ранних фильмов, многие немые готические фильмы были утеряны или очень короткими. После Первой мировой войны ужасы войны пронизывали готические фильмы. Фильм Роберта Вине «Кабинет доктора Калигари» (1920), хотя и не основан на готическом тексте, продемонстрировал немецкий экспрессионизм, который, по словам Хайди Кей, «изменил американский подход к готическому кино». Энциклопедия готики говорит, что «Кабинет доктора Калигари» стал «вехой в готическом кино».
Согласно New Directions in 21st-Century Gothic: The Gothic Compass, учёные рассматривают готические фильмы «Франкенштейн» (1931), «Дракула» (1931) и «Доктор Джекилл и мистер Хайд» (1931) «основным триптихом, из которого они, в свою очередь, оглядываются на более ранние готические фильмы и идут к более поздним». Впоследствии серию готических фильмов ужасов сняла студия Hammer, а также Роджер Корман по рассказам Эдгара По.
Первым современным готическим фильмом Австралии считается «Пикник у Висячей скалы» (1975).
Ещё с 1960-х готическое кино с его характерной эстетикой и набором клише подвергалось пародии — например, сериал «Семейка Аддамс», кинокомедии «Ворон» (1963), «Молодой Франкенштейн», «Дракула: Мёртвый и довольный». К концу столетия «чистую» готику на экранах в основном потеснили деконструкции, постмодернистские интерпретации и смешения с другими жанрами, особенно с низким фэнтези. Элементы готики вошли в эстетику кино в других жанрах, например низкого фэнтези («Ворон» (1994), «Другой мир», «Ван Хельсинг») и супергероики («Бэтмен», «Бэтмен возвращается»). Тем не менее, отдельные образцы чистой готики появляются и в конце XX века («Сонная Лощина», «Интервью с вампиром»), и в XXI веке («Другие», «Суини Тодд», «Багровый пик»).

## Примечательные фильмы
Когда в 2013 году Британский институт кино запустил программу, посвященную фильмам и телешоу с готической тематикой, The Guardian определил следующие десять лучших готических фильмов (по годам):
1. Носферату, симфония ужаса (1922)
2. Дракула (1931)
3. Франкенштейн (1931)
4. Ребекка (1940)
5. Дракула (1958)
6. Колодец и маятник (1961)
7. Ребёнок Розмари (1968)
8. Суспирия (1977)
9. Почти стемнело (1987)
10. Приют (2007)